# Пейзажна фотографія

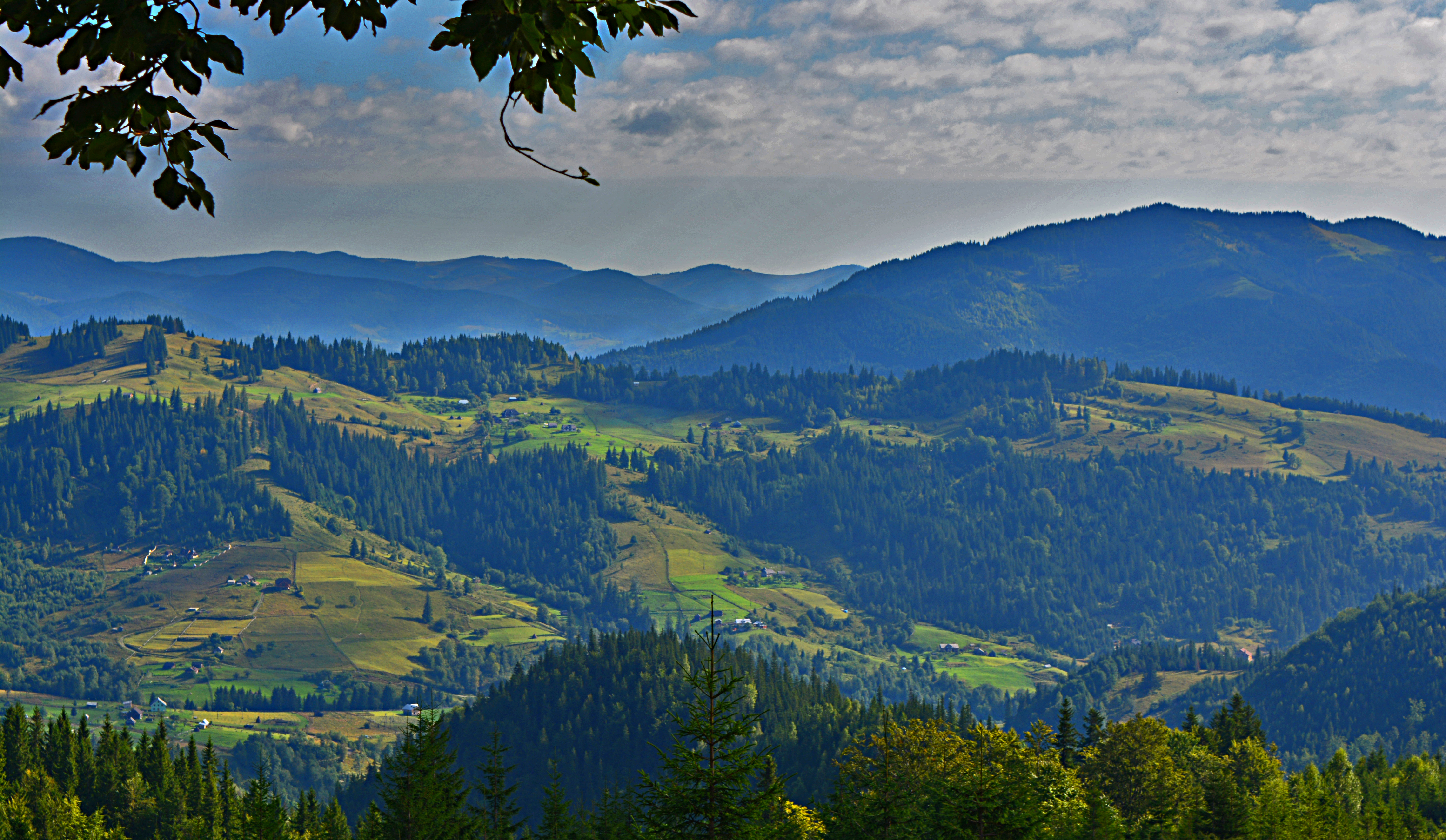
С.Дземроня
Українські Карпати

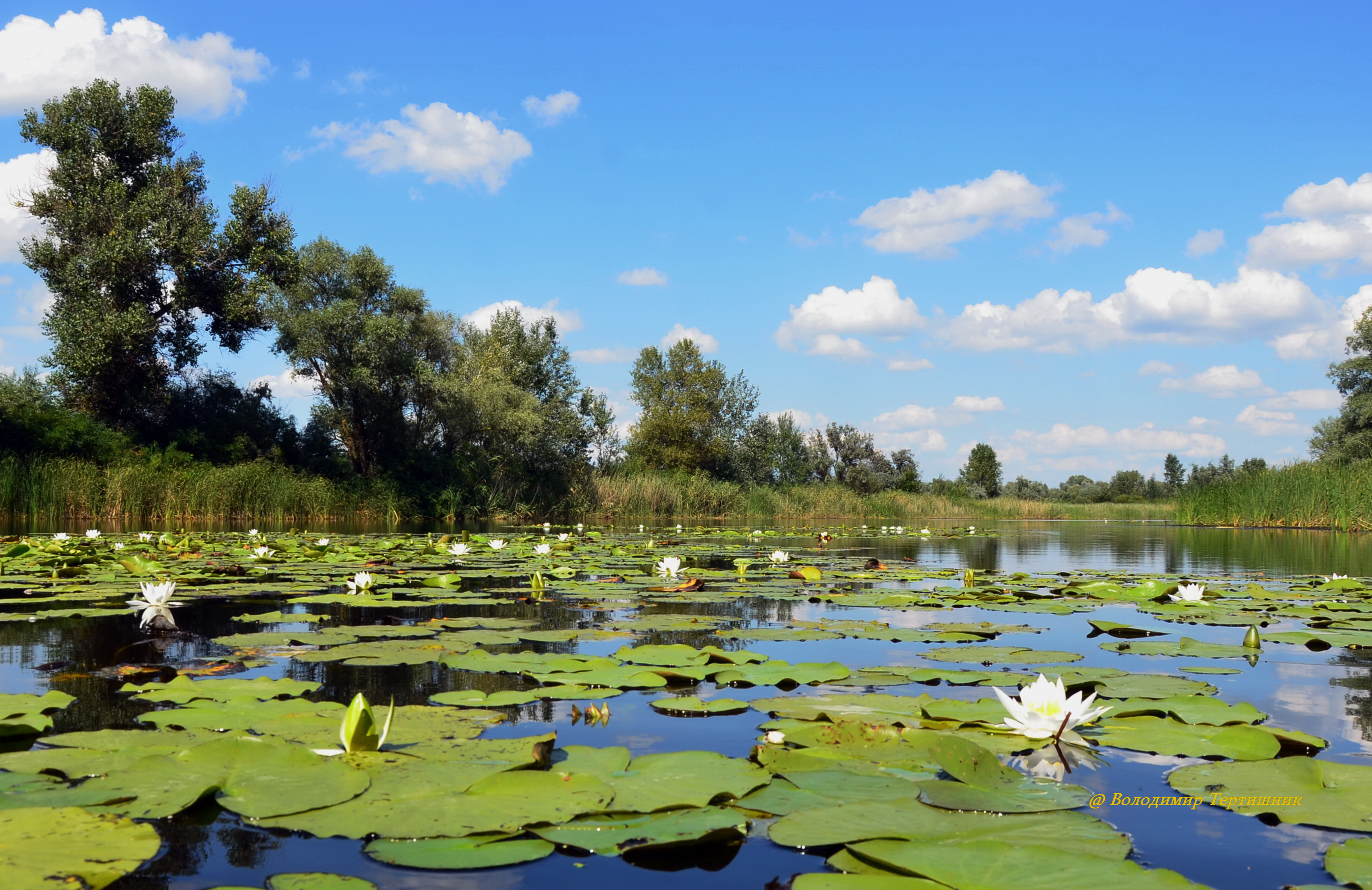
Пейзажна фотографія літньої Орілі

Пейзажна фотографія (англ. Landscape photography) — вид художньої фотографії, об'єктом зйомки якої є краєвиди природи,  міст (архітектура), гір, морів,   річок, полів , боліт тощо. 

## Історія виникнення

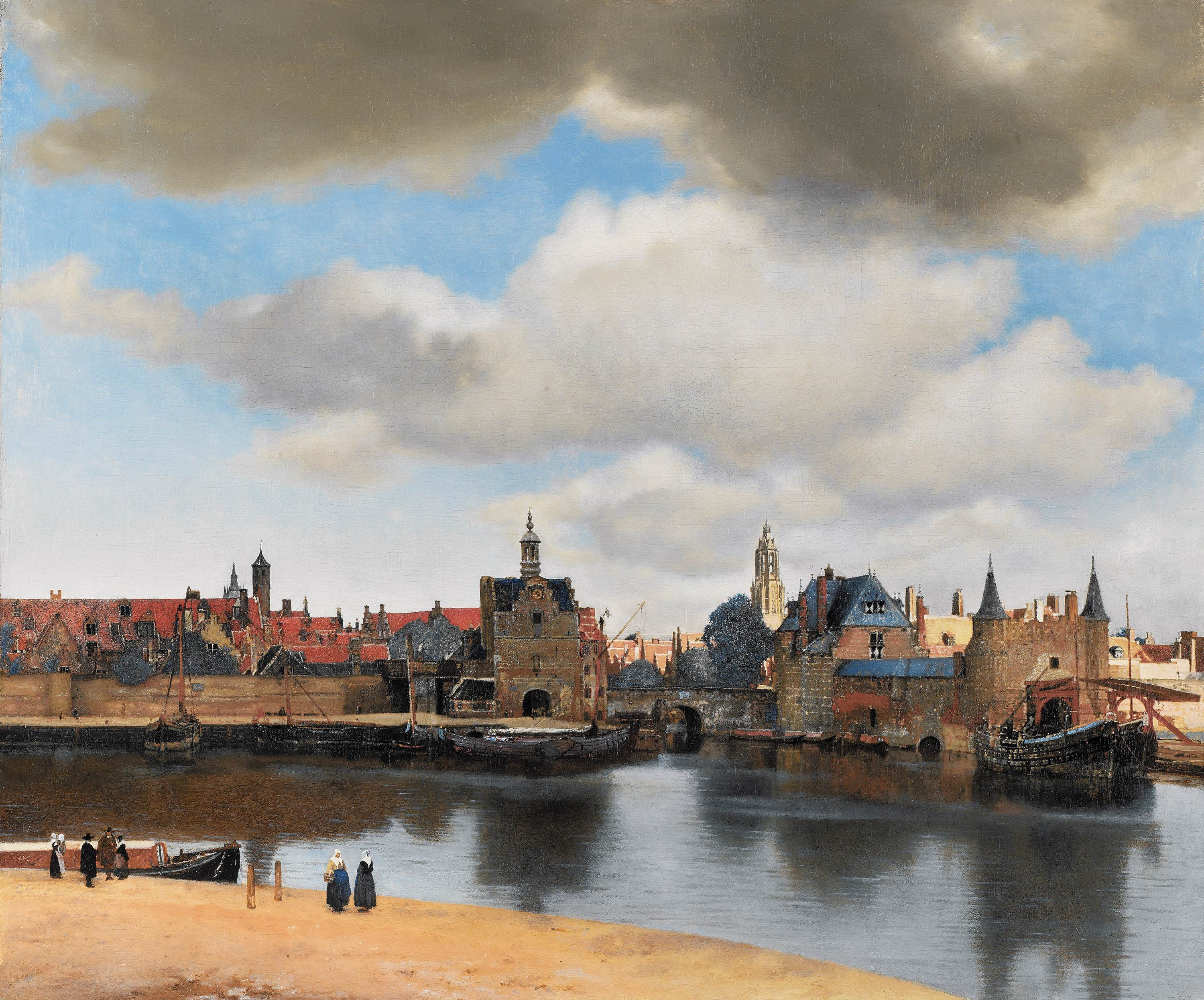
Краєвид Делфта (1660—1661)

Поняття «пейзаж» виникло вже досить давно: з давніх-давен люди намагались зобразити на полотні красу навколишнього середовища, та перших серйозних успіхів у цьому досягли голландські художники XVIII століття (Мейндерт Гоббема , Філіп Воуверман, Ніколас Берхем та інші). Найвидатнішим полотном того часу є «Краєвид Делфта» Яна Вермера.
В часи бароко та класицизму відомими пейзажистам також були Якоб ван Рейсдаль, Харменс ван Рейн Рембрандт, Геркулес Сегерс, Пітер Паул Рубенс.
У Франції до 30-х років XIX століття складається школа художників — творців національного пейзажу. Одним з перших до образу національної природи звернувся Жорж Мішель.
XX століття внесло в історію пейзажу щось зовсім нове, що пориває з віковими традиціями зображення природи. Це кубізм, першими представниками якого були французькі художники Жорж Брак і Пабло Пікассо.
Детальніше про історію формування пейзажного мистецтва можна дізнатися у даній статті.

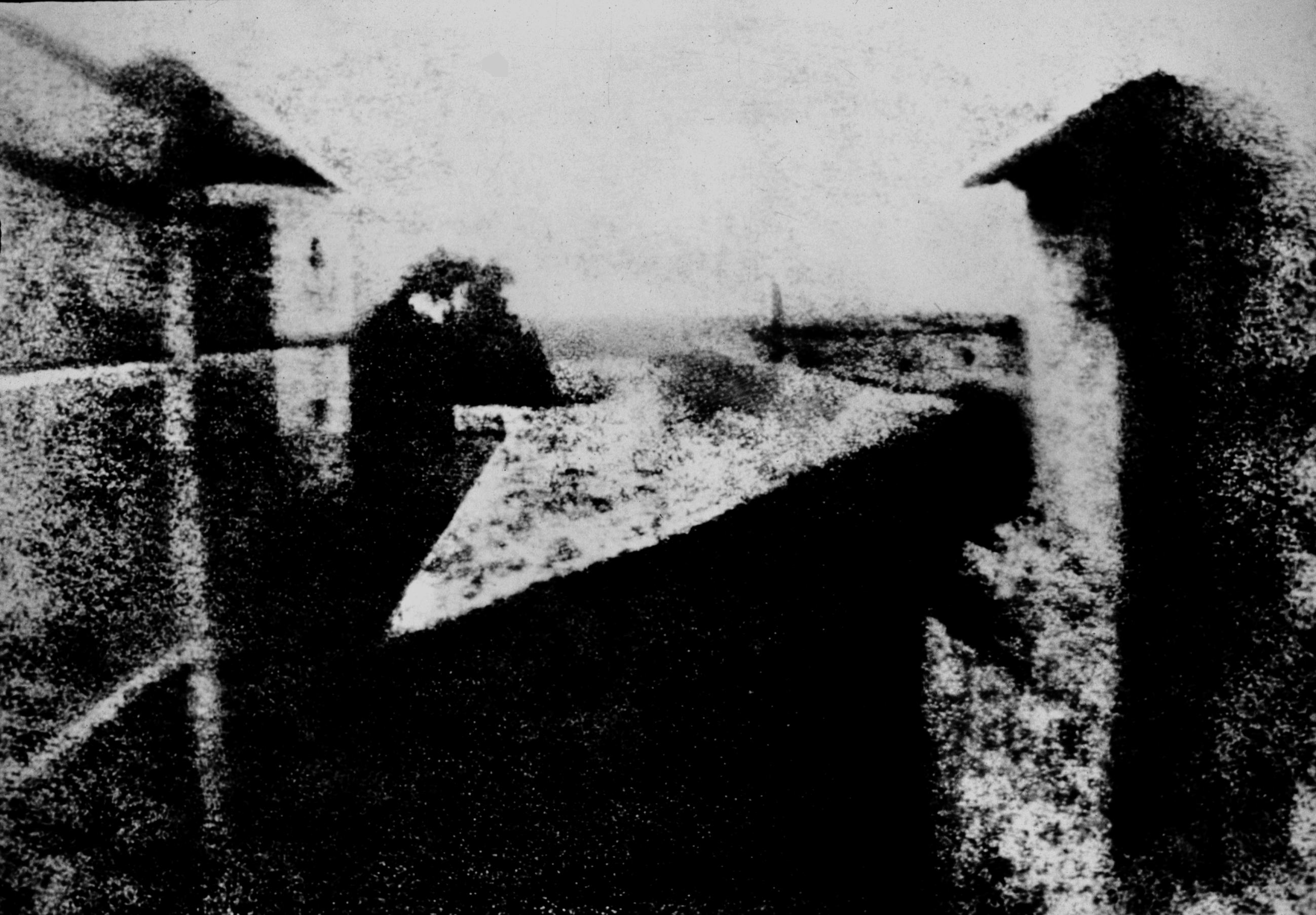
«Вид на міські дахи» 1826
Жозеф Нісефор Ньєпс

У XIX з появою перших фотопристроїв пейзаж почали зображати не лише на полотні, а й на фотопапері. Перша в світі фотографія «Вид на міські дахи», зроблена Жозефом Нісефором Ньєпсом в 1826, являє собою пейзаж.
Подальша еволюція пейзажного жанру була пов'язана з новими можливостями більш досконалої фототехніки і розвитком творчих принципів фотографії. Після тривалого періоду відображення природи в загальних рисах, передачі загального враження від її картин з 1930-х рр. пейзажні знімки стають більш докладними, що включають найдрібніші деталі ландшафтів і предмети конкретного часу.
У сучасному пейзажному жанрі значний розвиток отримали такі його різновиди, як індустріальний, міський та архітектурний пейзажі, в яких з'явилися нові теми й мотиви, естетичні оцінки.

## Особливості пейзажної фотографії
Пейзажну фотографію можна поділити за періодами фотозйомки: літня, зимова, осіння, гірська, при заході сонця. Ця розділеність обумовлена природними особливостями. До природних особливостей відносять: в який час проводиться фотозйомка, температура, ландшафт місцевості.
Як написано в книзі Л. Д. Курського, Я. Д. Фельдмана «Ілюстрований посібник з навчання фотозйомці»: "Головна особливість фотозйомки пейзажу це конструктивна. На відміну від натюрморту, тут неможливо привнесення ніяких коректив. Не можна, наприклад, прибрати схил гори, який заважає загальної композиції, неможливо поміняти розташування цілого. Таким чином, робота над компонуванням сюжету обмежена єдиним прийомом вибором точки зйомки і вибором об'єктива з бажаним фокусною відстанню. Цих точок може виявитися безліч, і кожна з них має свою особливість, свою індивідуальність ".

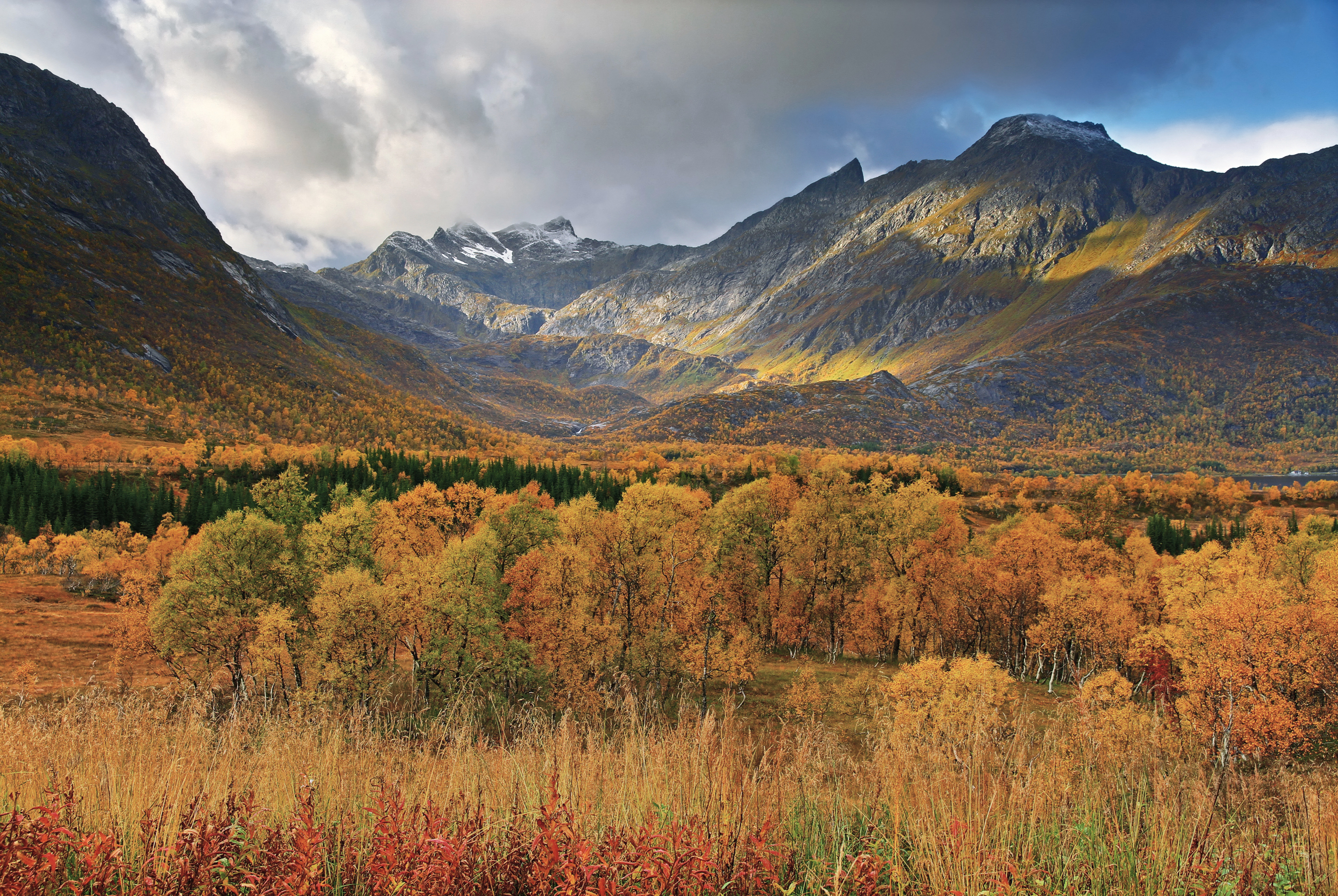

У кожному пейзажі є кілька планів: ближній, дальній і середній. Їх поява пов'язана зі скороченням масштабів предметів, що віддаляються в глибину простору, до лінії горизонту. Зіставлення масштабів лінійних форм є лінійною перспективою фотографічного знімка.
Невід'ємною частиною побудови знімка є освітлення. Світло є одним з найбільш визначальних джерел наших відчуттів. Він розглядається як головний засіб створення художнього фотографічного твору. Індивідуальність пейзажу залежить головним чином від єдності і цілісності, які надає натурі вдало вибраний ефект освітлення. Світло дає можливість бачити реально існуючий світ. При цьому важливу роль відіграє своєрідність і привабливість освітлення, яким воно буває в різний час світлового дня: на світанку, вранці, опівдні, у другій половині дня, під час заходу.

##### Особливості зйомки пейзажної фотографії
Пейзажна фотографія є особливою завдяки охопленню великої кількості об'єктів та їх деталізації. Тому найчастіше фотографи використовують ширококутні та надширококутні об'єктиви з великою світлосилою для отримання великого кута огляду. Зазвичай такі об'єктиви мають фокусну відстань від 10 до 35 мм. Об'єктиви з більш широкими кутами огляду, так звані fish-eye, дають значну дисторсію, та віньєтування тому використовуються рідко. Також дехто любить використовувати телеоб'єктви для отримання доброї глибини різкості.
Серед іншого спорядження фотографа-пейзажиста слід виділити штатив та світлофільтри, які надають пейзажу певної витонченості. В основному використовують поляризаційні, градієнтні та сірі нейтральні фільтри.
Щодо налаштувань та параметрів самого фотопристрою, то тут є певні особливості:
- Діафрагма є досить закритою(близько f/8-f/16), щоб мати однакову різкість по всій фотографії
- Якщо в кадрі є водойма, то можна використовувати витримку 1-1.5 секунди, щоб досягнути ефекту гладкої, ефірної води(тут якраз потрібні сірі градієнтні фільтри)
- Режим HDR допоможе досягнути рівномірної освітленості, але інколи може зіпсувати фотографію
- Зазвичай використовують невисоке ISO, але це вже на розсуд фотографа

Детальніші відомості про зйомку можна знайти в різних навчальних статтях.

## Об'єкти
Пейзажна фотографія зазвичай включає в себе зйомку природних об'єктів землі, неба і води при денному світлі на відстані, хоча деякі пейзажі можуть включати об'єкти в мальовничій обстановці поблизу, навіть великим планом, а іноді і вночі.
Фотографія штучних пейзажів, таких як фермерські поля, фруктові сади і архітектура, також може вважатися "пейзажною" фотографією. Навіть наявність штучних споруд (будівель, доріг, мостів тощо) або предметів мистецтва (таких як скульптура) може вважатися "пейзажем", якщо вони представлені в художній обстановці або зображені (або сфотографовані) в художньому стилі.
Крім того, пейзажна фотографія, як правило, складається з відносно нерухомих об'єктів — можливо, це форма "натюрморту". Це, як правило, спрощує завдання, на відміну від фотографування кінетичних або живих об'єктів. Однак пейзажна фотографія часто перетинається з фотографією дикої природи, і ці два терміни не обов'язково взаємозамінні; і дика природа, і пейзажі можуть бути елементами однієї і тієї ж роботи.

## Пейзажні світлини

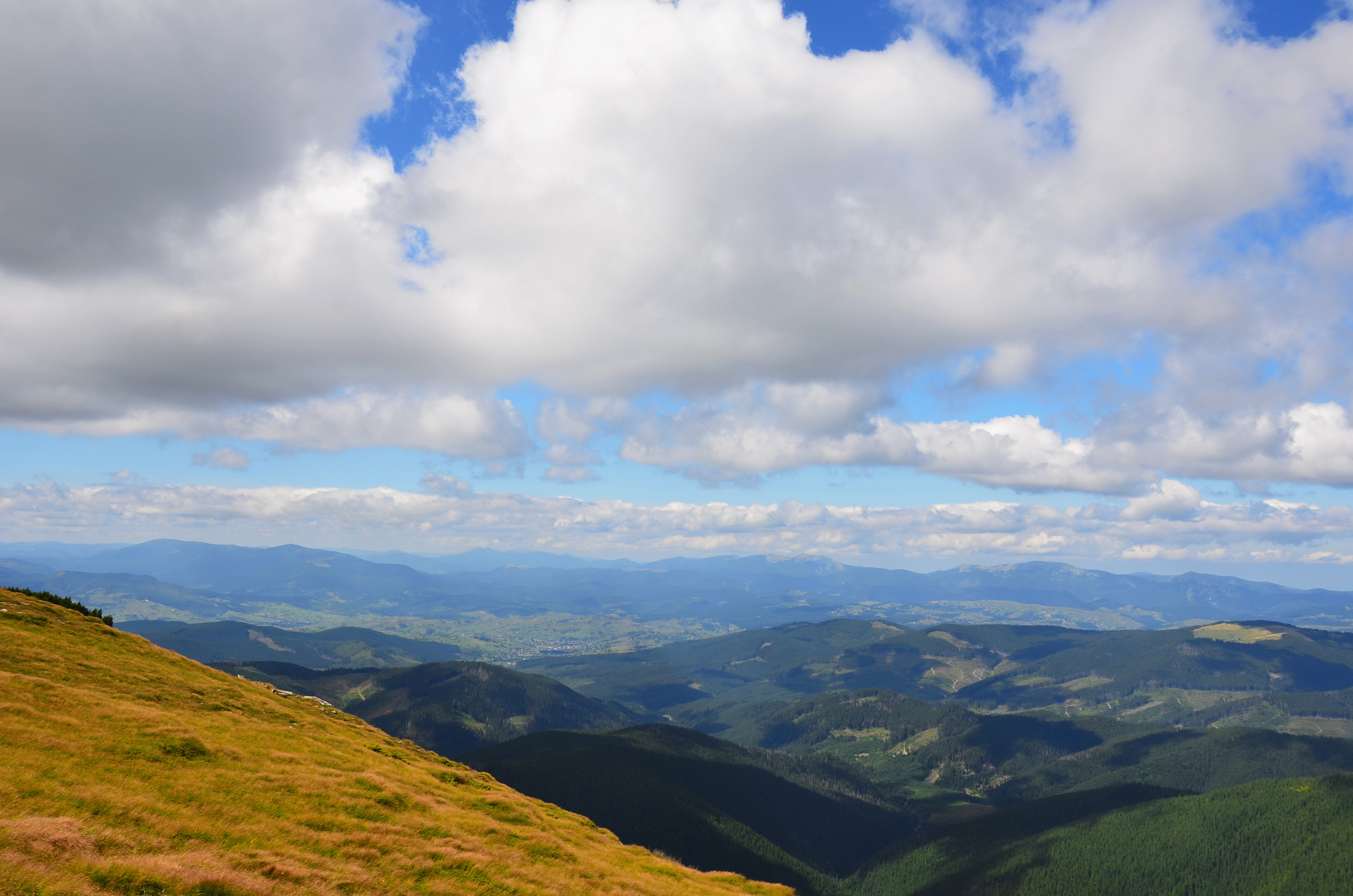
Вид з Говерли
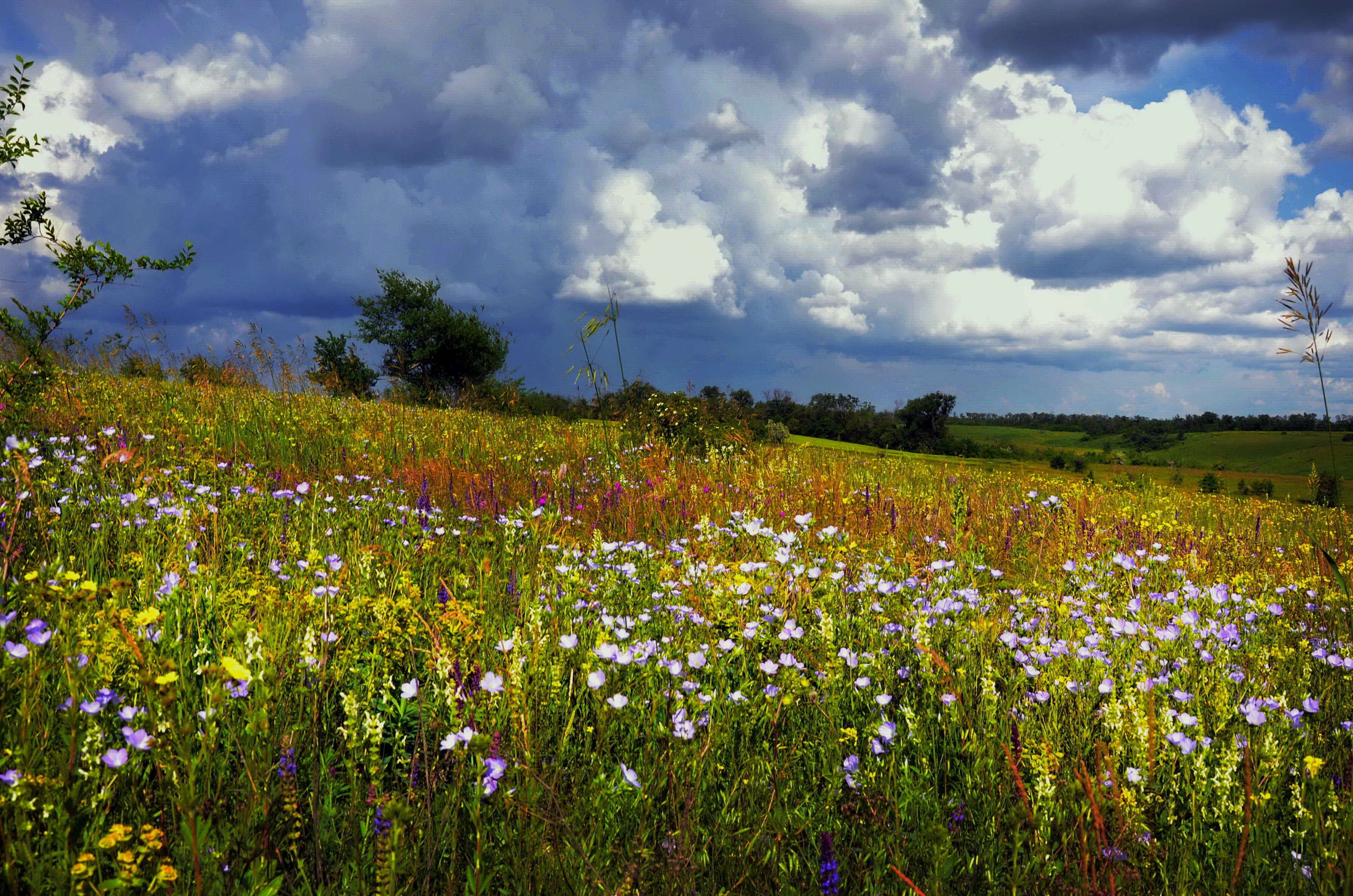
Квітучі луки Лозуватки
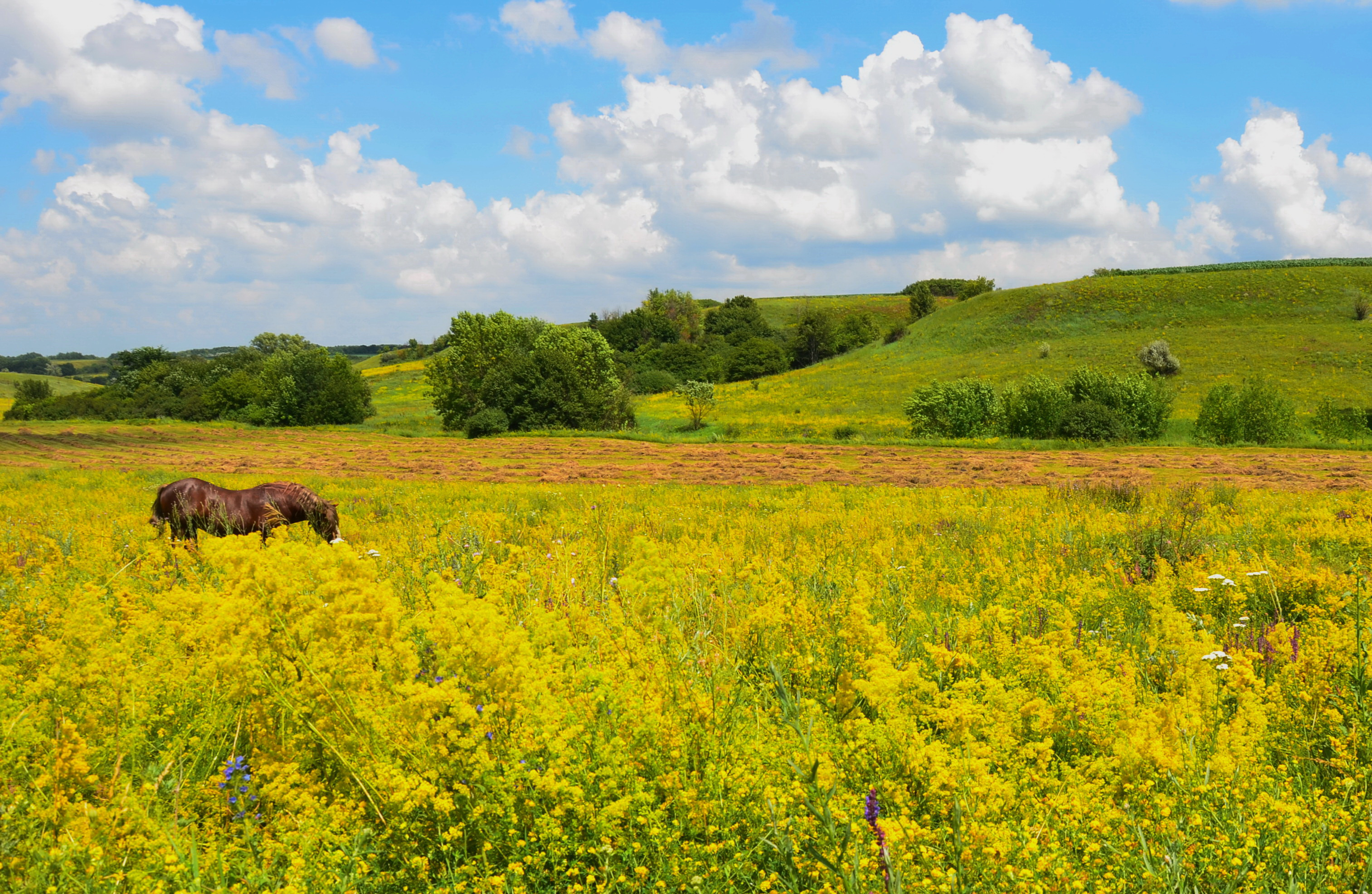
Барви літа біля с. Батьки
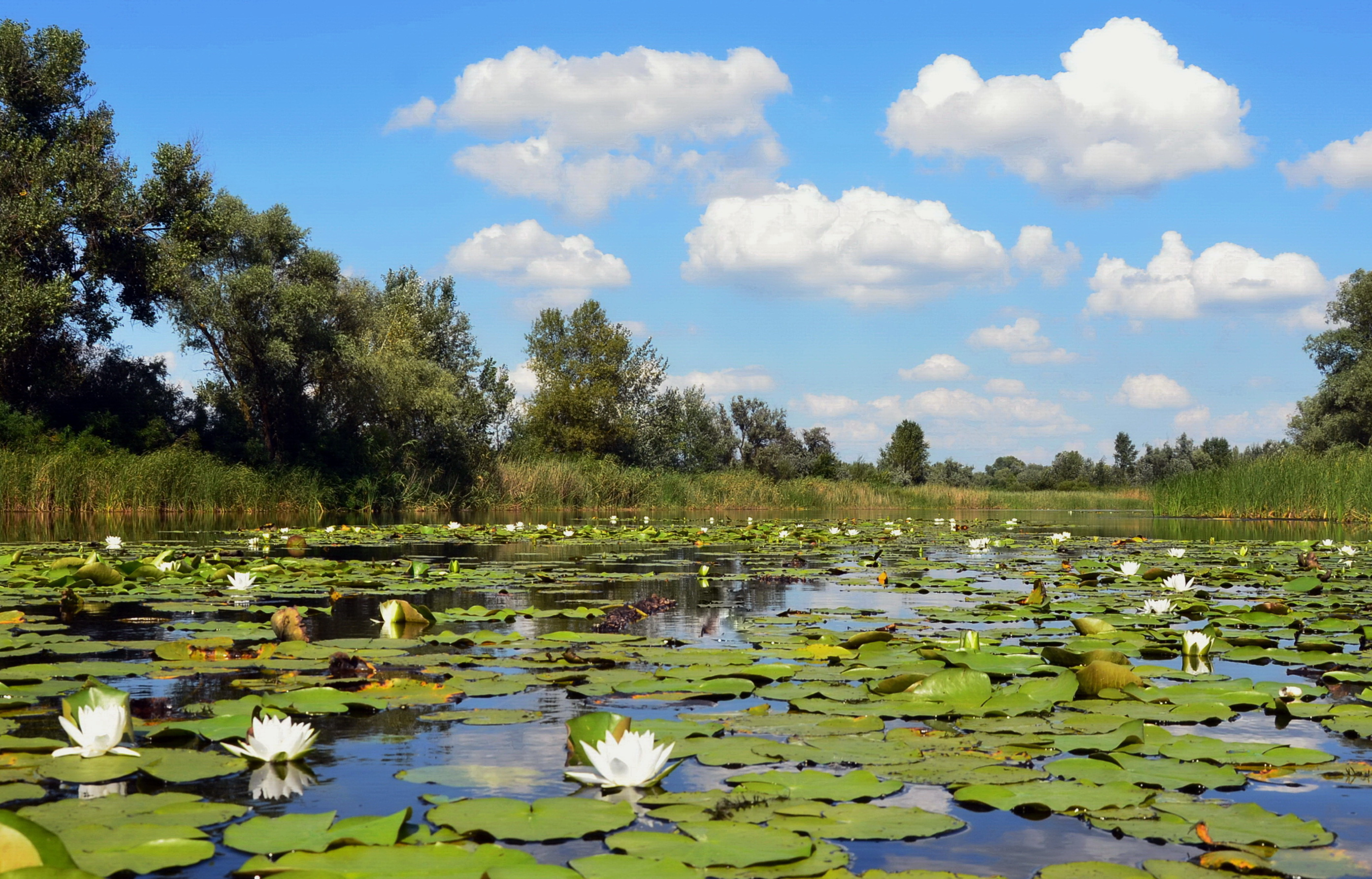
Се́рпневі дні на Орілі
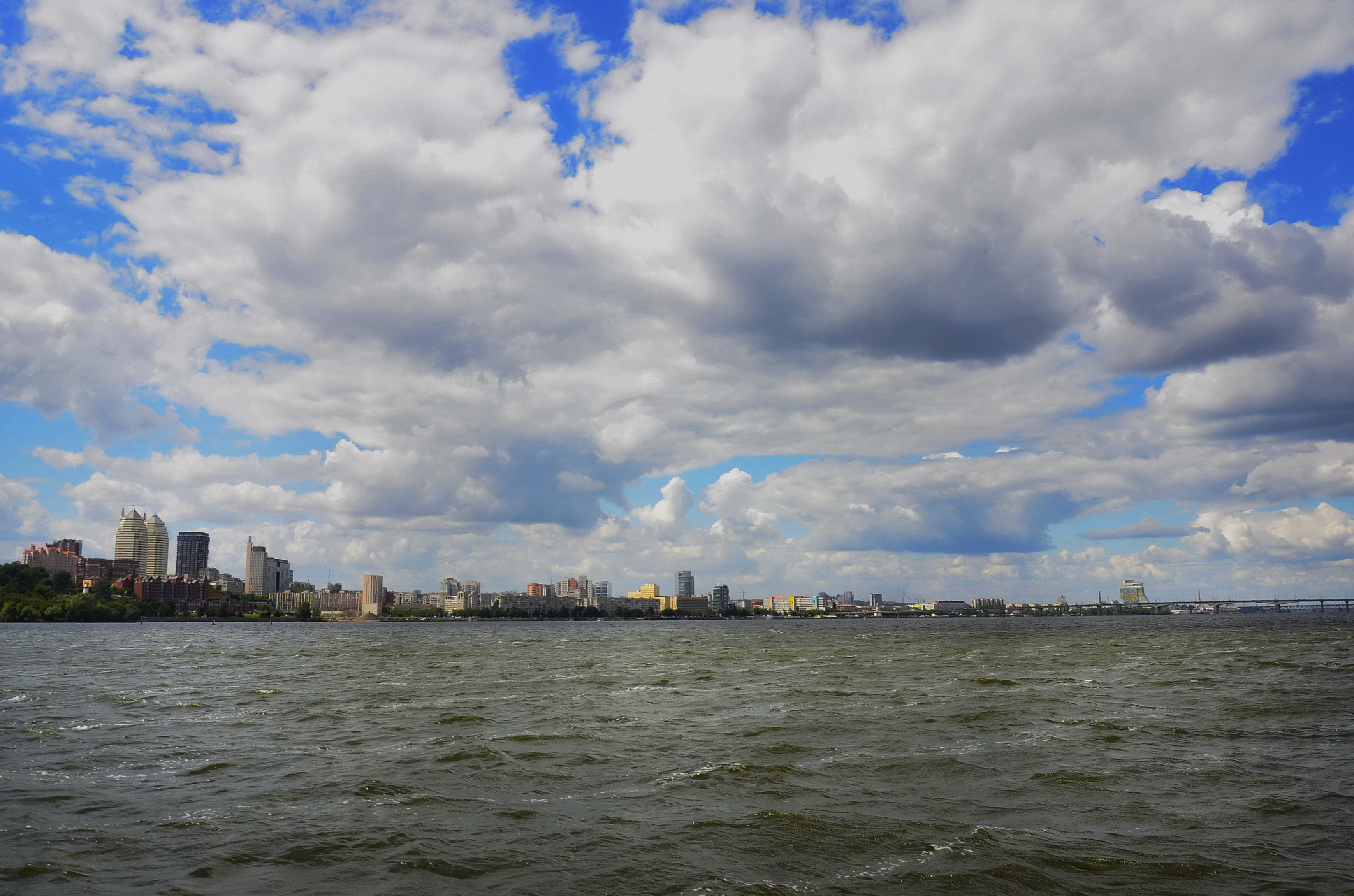
Пейзажне фото річки Дніпро у місті Дніпро
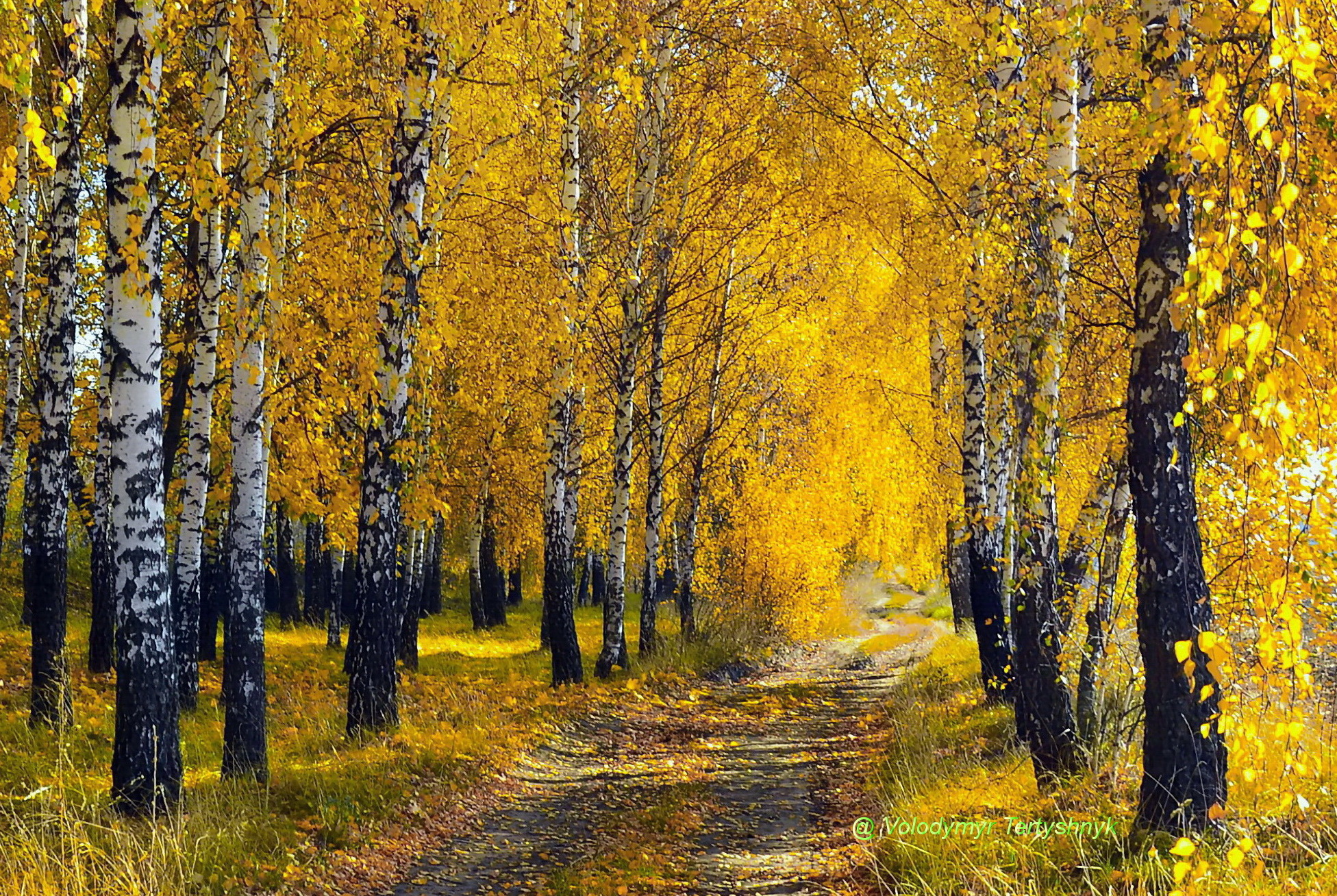
Осінній пейзаж околиць с. Капустинці
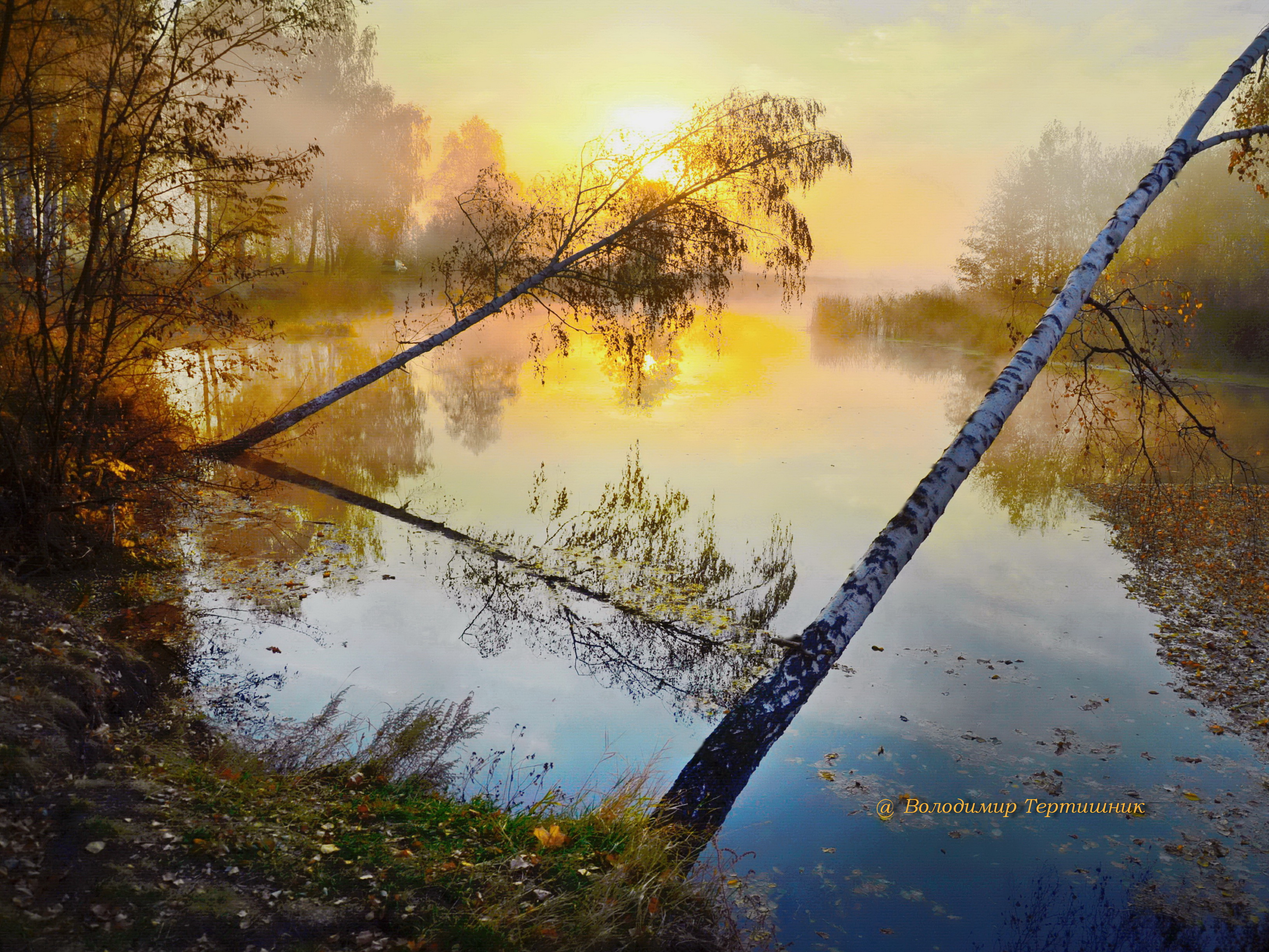
Ранковий пейзаж (р. Псел )
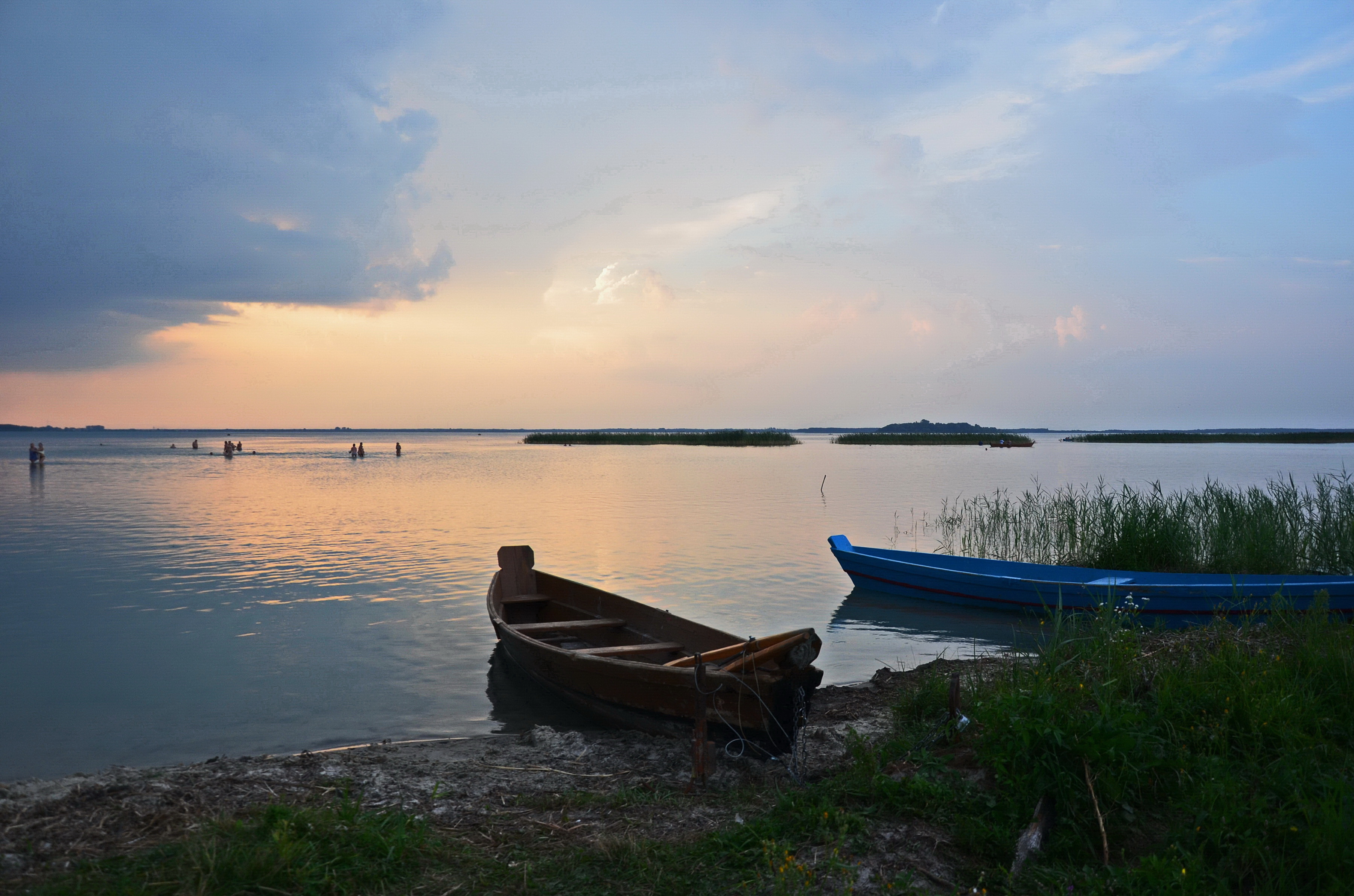
Вечіроній пейзаж (Шацькі озера)
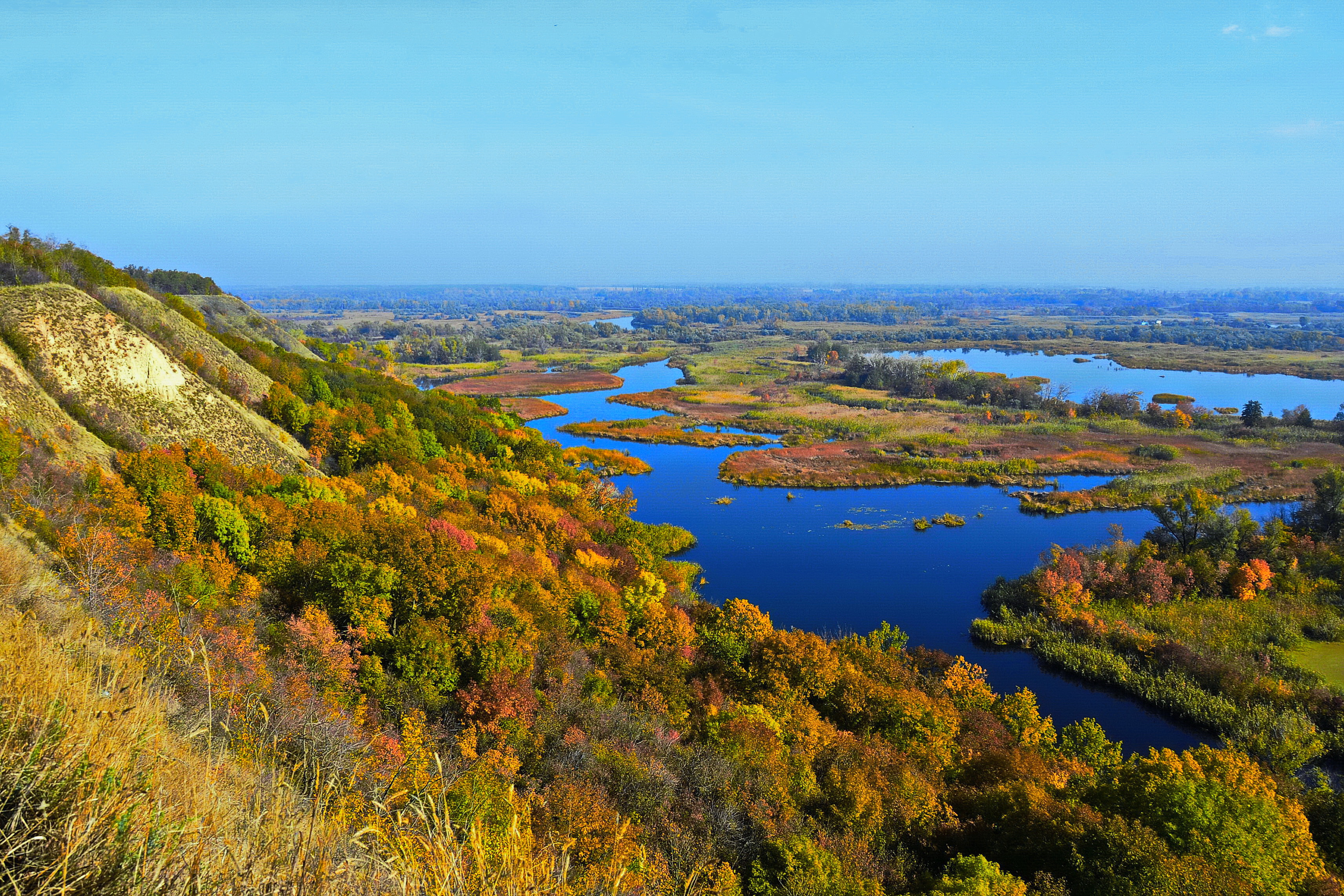
Осінь на бегегах Ворскли
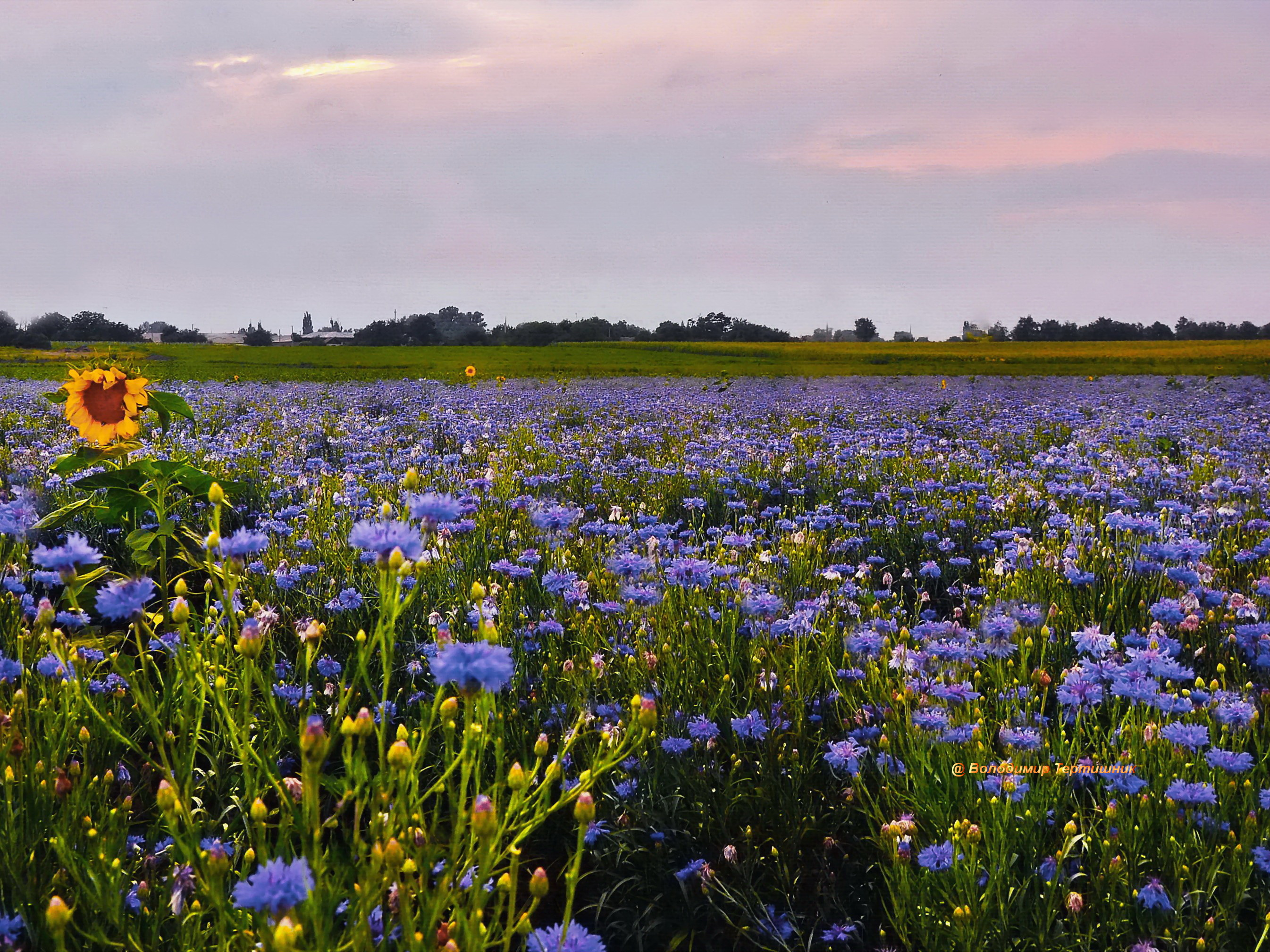
Поле волошок